# Zimiromus tapirape
Zimiromus tapirape är en spindelart som beskrevs av Antonio D. Brescovit och Buckup 1998. Zimiromus tapirape ingår i släktet Zimiromus och familjen plattbuksspindlar. Inga underarter finns listade i Catalogue of Life.